# Казе Бони (Болоња)
Казе Бони (итал. Case Boni) је насеље у Италији у округу Болоња, региону Емилија-Ромања.
Према процени из 2011. у насељу је живело 36 становника. Насеље се налази на надморској висини од 666 м.